# Пангсенг
Пангсенг (англ. pangseng) — адамава-убангийский язык, распространённый в восточных районах Нигерии. Входит в состав ветви леко-нимбари подсемьи адамава. Наиболее близок языкам мумуйе и ранг. Его изучением в конце 1970-х годов занимался японский исследователь африканских языков К. Симидзу.
Язык бесписьменный.

## Классификация
Во всех классификациях языков адамава-убангийской семьи язык пангсенг включается в состав языкового объединения мумуйе. При этом в каждой из классификаций таксономический уровень данного языкового объединения и состав входящих в него языков, как правило, различны.
Согласно классификациям, представленным в справочнике языков мира Ethnologue и в «Большой российской энциклопедии», язык пангсенг включён в подгруппу мумуйе вместе с языками генгле, кумба, мумуйе, ранг, теме и вака. Указанная подгруппа входит в состав группы мумуйе-янданг ветви леко-нимбари подсемьи адамава адамава-убангийской семьи. В статье «Адамава-убангийские языки» В. А. Виноградова, опубликованной в «Большой российской энциклопедии», подчёркивается также обособленность внутри подгруппы мумуйе языков собственно мумуйе, к которым относятся языки пангсенг, ранг и зинна.
В классификации Р. Бленча состав группы мумуйе ограничен тремя языками: помимо языка пангсенг в это языковое объединение входят языки мумуйе, или центральный мумуйе, и ранг. Группа мумуйе в данной классификации является частью ветви мумуйе-янданг (в терминологии Р. Бленча — мумуйе-йенданг) подсемьи адамава адамава-убангийской семьи.
В классификации К. Симидзу, опубликованной в базе данных по языкам мира Glottolog, языковое объединение мумуйе также включает три языка — пангсенг, мумуйе и ранг. Эта подгруппа языков вместе с языками генгле-кугама и кумба, а также вместе с подгруппой языков янданг составляют языковое единство мумуйе-янданг, которое последовательно включается в следующие языковые объединения: центрально-адамавские языки, камерунско-убангийские языки и северные вольта-конголезские языки. Последние вместе с языками бенуэ-конго, кру, ква вольта-конго и другими образуют объединение вольта-конголезских языков.

## Лингвогеография

### Ареал и численность
Область распространения языка пангсенг размещена на востоке Нигерии к востоку от города Джалинго в северо-восточной части территории штата Тараба — в районе Карим Ламидо.
Со всех сторон, кроме восточной, ареал языка пангсенг граничит с областью распространения близкородственного адамава-убангийского языка мумуйе. С востока к ареалу языка пангсенг примыкает ареал адамава-убангийского языка ньонг группы леко.
Данные о численности носителей языка пангсенг отсутствуют.

### Социолингвистические сведения
Согласно градации степеней сохранности, предложенной на сайте Ethnologue, язык пангсенг отнесён к так называемым устойчивым языкам. Однако, данная характеристика степени сохранности является условной из-за отсутствия сведений о численности носителей рассматриваемого языка. Стандартной формы у языка пангсенг нет. Представители этнической группы пангсенг исповедуют как христианство (55 %), так и традиционные верования (25 %) и ислам (20 %).

### Диалекты
К числу диалектов языка пангсенг относят собственно пангсенг (центральный пангсенг), комо и йега.